# Hòa Bình, Vũ Thư
Hòa Bình là một xã cũ thuộc huyện Vũ Thư, tỉnh Thái Bình, Việt Nam.
Xã có diện tích 5,4 km², dân số năm 1999 là 5.893 người, mật độ dân số đạt 1.091 người/km².

## Lịch sử
Theo Nghị quyết số 1666/NQ-UBTVQH15 ra tháng 6 năm 2025, sáp nhập tỉnh Thái Bình vào tỉnh Hưng Yên, giải thể đơn vị hành chính cấp huyện là Vũ Thư. Thành lập xã Vũ Thư trên cơ sở hợp nhất diện tích tự nhiên và dân số của các đơn vị hành chính cấp xã của huyện này là Thị trấn Vũ Thư, xã Minh Quang, xã Tam Quang, xã Dũng Nghĩa, xã Minh Khai và xã Hòa Bình.

## Hành chính
Xã Hòa Bình có 9 thôn: Lộc Quý, Nễ Châu, Liên Thắng, Ngũ Lão, Quyết Thắng, Tây Hồ, Thắng Lợi, Thống Nhất, Trung Hồng.